# Томсоновское рассеяние
То́мсоновское (то́мпсоновское) рассе́яние (рассеяние Томсона) — упругое рассеяние электромагнитного излучения на заряженных частицах. Электрическое и магнитное поля падающей волны ускоряют заряженную частицу. Ускоренно движущаяся заряженная частица излучает электромагнитные волны. Таким образом энергия падающей волны частично переходит в энергию рассеянной волны — происходит рассеяние. Данный тип рассеяния был объяснён английским физиком Дж. Дж. Томсоном. Сечение рассеяния не зависит от частоты электромагнитной волны и одинаково для рассеяния вперёд и назад. Частота рассеянного излучения равна частоте падающего излучения.
В нерелятивистском приближении (скорость частицы много меньше скорости света) на частицу действует в основном электрическое поле падающей волны. При этом частица начинает колебаться в направлении электрического поля, излучая дипольное электромагнитное излучение. Ускоренно движущаяся частица излучает преимущественно в направлении, перпендикулярном ускорению, причём излучение является поляризованным параллельно ускорению.
Интенсивность (спектральная плотность мощности, рассеянной единицей объёма в единицу времени в единичный телесный угол) рассеянной волны описывается следующим уравнением (в системе СИ):
{\displaystyle {\frac {d\varepsilon _{\lambda }}{d\Omega }}=I_{0\lambda }n\left({\frac {q^{2}}{4\pi \varepsilon _{0}mc^{2}}}\right)^{2}{\frac {1+\cos ^{2}\varphi }{2}};}
где {\displaystyle n} — плотность заряженных частиц, {\displaystyle q} — заряд частицы, {\displaystyle m} — масса частицы, {\displaystyle I_{0\lambda }} — спектральная плотность мощности падающего излучения, {\displaystyle \varphi } — угол между падающей волной и направлением наблюдения, {\displaystyle \varepsilon _{0}} — диэлектрическая проницаемость вакуума.
Величина {\displaystyle {\frac {d\sigma }{d\Omega }}=\left({\frac {q^{2}}{4\pi \varepsilon _{0}mc^{2}}}\right)^{2}{\frac {1+\cos ^{2}\varphi }{2}}}
называется дифференциальным сечением рассеяния.
Величина {\displaystyle \sigma _{T}={\frac {8\pi }{3}}\left({\frac {q^{2}}{4\pi \varepsilon _{0}mc^{2}}}\right)^{2}} называется полным сечением рассеяния. Как следует из формулы, сечение рассеяния на протоне пренебрежимо мало по сравнению с сечением рассеяния на электроне (обратно пропорционально квадрату массы).
Для электрона томсоновское сечение рассеяния равно {\displaystyle \sigma _{T}=6,652\times \,10^{-29}} м² = 0,6652 барн.
Величина {\displaystyle {\frac {e^{2}}{4\pi \varepsilon _{0}m_{e}c^{2}}}=2,8\times \,10^{-15}} м называется классическим радиусом электрона.

Зависимость дифференциального сечения рассеяния от угла рассеяния для различных значений энергий падающего фотона. Синим показана угловая зависимость для томсоновского рассеяния, т.е. для случая, когда энергия фотона мала по сравнению с массой электрона.

Рассеяние на электронах высокоэнергетических (рентгеновских и гамма) фотонов характеризуется изменением длины волны рассеянного излучения вследствие квантовых эффектов, то есть перестаёт быть томсоновским. Такое рассеяние с изменением длины волны получило название эффекта Комптона. Комптоновское рассеяние отличается от томсоновского не только изменением энергии рассеянного фотона, но и другим угловым распределением (в частности, комптоновское рассеяние происходит в основном вперёд, по направлению движения падающего фотона, тогда как томсоновское рассеяние вперёд и назад симметрично — как видно из формулы, сечение не зависит от знака угла θ). Однако в пределе нулевых частот дифференциальное сечение комптоновского рассеяния (описываемое формулой Клейна — Нишины) переходит в томсоновское.